# Liste der Monuments historiques in Renneville (Ardennes)
Die Liste der Monuments historiques in Renneville führt die Monuments historiques in der französischen Gemeinde Renneville auf.

## Liste der Objekte
| Bezeichnung               | Beschreibung                          | Standort                        | Kennzeichnung | Schutzstatus | Datum | Bild |
| ------------------------- | ------------------------------------- | ------------------------------- | ------------- | ------------ | ----- | ---- |
| Skulptur Madonna mit Kind | Holz, farbig gefasst, 16. Jahrhundert | in der Kirche St-Nicolas (Lage) | PM08000419    | Classé       | 1966  |      |
| Taufbecken                | Stein, 11. Jahrhundert                | in der Kirche St-Nicolas (Lage) | PM08000417    | Classé       | 1911  |      |
| Kreuzigungsgruppe         | Holz, farbig gefasst, 16. Jahrhundert | in der Kirche St-Nicolas (Lage) | PM08000418    | Classé       | 1966  |      |